# Anne Bauchens
Anne Bauchens (Saint Louis, 2 febbraio 1882 – Woodland Hills, 7 maggio 1967) è stata una montatrice statunitense.

## Biografia
È stata collaboratrice del regista Cecil B. DeMille per oltre quarant'anni e altrettanti film, da Carmen del 1915 a I dieci comandamenti del 1956.
È stata candidata quattro volte all'Oscar al miglior montaggio, sempre per film diretti da DeMille, ed ha vinto il premio nel 1941 con Giubbe rosse.

## Riconoscimenti
- Oscar al miglior montaggio
  - 1935: candidata - Cleopatra
  - 1941: vincitrice - Giubbe rosse
  - 1953: candidata - Il più grande spettacolo del mondo
  - 1957: candidata - I dieci comandamenti

## Filmografia

### Con Cecil B. DeMille
- Carmen (1915)
- We Can't Have Everything (1918)
- Till I Come Back to You (1918)
- The Squaw Man (1918)
- Perché cambiate marito? (Don't Change Your Husband), regia di Cecil B. DeMille (1919)
- For Better, for Worse (1919)
- Maschio e femmina (Male and Female) (1919)
- Perché cambiate moglie? (Why Change Your Wife?) (1920)
- Something to Think About (1920)
- Il frutto proibito (Forbidden Fruit) (1921)
- Fragilità, sei femmina! (The Affairs of Anatol) (1921)
- Paradiso folle (Fool's Paradise) (1921)
- La coppia ideale (Saturday Night), regia di Cecil B. DeMille (1922)
- La corsa al piacere (Manslaughter) (1922)
- Adam's Rib, regia di Cecil B. DeMille (1923)
- I dieci comandamenti (The Ten Commandments) (1923)
- Il trionfo (Triumph) (1924)
- Anime nel turbine (Feet of Clay) (1924)
- Il letto d'oro (The Golden Bed), regia di Cecil B. DeMille (1925)
- La strega di York (The Road to Yesterday) (1925)
- Il barcaiuolo del Volga (The Volga Boatman) (1926)
- Il re dei re (The King of Kings) (1927)
- Chicago, regia di Frank Urson (1927)
- La fortuna dei mariti (Craig's Wife) (1928)
- Donna pagana (The Godless Girl) (1929)
- Dinamite (Dynamite) (1929)
- Madame Satan (1930)
- Naturich la moglie indiana (The Squaw Man) (1931)
- Il segno della croce (The Sign of the Cross) (1932)
- La nuova ora (This Day and Age) (1933)
- Quattro persone spaventate (Four Frightened People) (1934)
- Cleopatra (1934)
- I crociati (The Crusades) (1935)
- La conquista del West (The Plainsman) (1936)
- I filibustieri (The Buccaneer) (1938)
- Union Pacific (1939)
- Giubbe rosse (North West Mounted Police) (1940)
- Vento selvaggio (Reap the Wild Wind) (1942)
- La storia del dottor Wassell (The Story of Dr. Wassell) (1944)
- Gli invincibili (Unconquered) (1947)
- Sansone e Dalila (Samson and Delilah) (1949)
- Il più grande spettacolo del mondo (The Greatest Show on Earth) (1952)
- I dieci comandamenti (The Ten Commandments) (1956)

### Con altri registi
- Ned McCobb's Daughter, regia di William J. Cowen (1928)
- Vicini rumorosi (Noisy Neighbors), regia di Charles Reisner (1929)
- Lord Byron of Broadway, regia di Harry Beaumont e William Nigh (1930)
- This Mad World, regia di William C. deMille (1930)
- Mani colpevoli (Guilty Hands), regia di W. S. Van Dyke (1931)
- Il pericolo pubblico n. 1 (The Beast of the City), regia di Charles Brabin (1932)
- The Wet Parade, regia di Victor Fleming (1932)
- Il canto della culla (Cradle Song), regia di Mitchell Leisen (1933)
- Menace, regia di Ralph Murphy (1934)
- This Way Please, regia di Robert Florey (1937)
- Hunted Men, regia di Louis King (1938)
- Bulldog Drummond in Africa, regia di Louis King (1938)
- Sons of the Legion, regia di James P. Hogan (1938)
- Television Spy, regia di Edward Dmytryk (1939)
- Women Without Names, regia di Robert Florey (1940)
- Mrs. Wiggs of the Cabbage Patch, regia di Ralph Murphy (1942)
- Uragano all'alba (Commandos Strike at Dawn), regia di John Farrow (1942)
- ...e domani il mondo (Tomorrow, the World!), regia di Leslie Fenton (1944)
- Gli amanti del sogno (Love Letters), regia di William Dieterle (1945)
- History Brought to Life, regia di Jerry Hopper (1950) - cortometraggio